# آنتونوف ای‌ان-۲۶
آنتونوف ای‌ان-۲۶ (نام ناتو: Curl) یک هواپیمای ترابری نظامی و غیرنظامی با موتور توربوپراپ است که از سال ۱۹۶۹تا سال ۱۹۸۶در اتحاد جماهیر شوروی طراحی و تولید شده‌است.

## توسعه
پس از عملکرد موفقیت‌آمیز هواگرد ترابری تاکتیکی آنتونوف ۲۴ در مناطق سخت و طاقت فرسا، علاقه‌مندی به نسخهٔ دارای رمپ باری جمع شونده افزایش یافت. مطالعات اولیه برای سطح شیب دار جمع شونده به عنوان بخشی از پروژه هواگرد ترابری متوسط آنتونوف-۴۰ انجام شد. Antonov OKB در مارس ۱۹۶۸ طراحی سطح شیب دار آنتونوف ۴۰ را با بدنه اِن-۲۴ تطبیق داد که نتیجه آن هواگرد اِن-۲۶ شد.

### کل تولید
| کل تولید | ۱۹۸۶ | ۱۹۸۵ | ۱۹۸۴ | ۱۹۸۳ | ۱۹۸۲ | ۱۹۸۱ | ۱۹۸۰ | ۱۹۷۹ | ۱۹۷۸ | ۱۹۷۷ | ۱۹۷۶ | ۱۹۷۵ | ۱۹۷۴ | ۱۹۷۳ | ۱۹۷۲ | ۱۹۷۱ | ۱۹۷۰ | ۱۹۶۹ |
| -------- | ---- | ---- | ---- | ---- | ---- | ---- | ---- | ---- | ---- | ---- | ---- | ---- | ---- | ---- | ---- | ---- | ---- | ---- |
| ۱۱۵۹     | ۱    | ۵۳   | ۳۳   | ۵۴   | ۷۷   | ۸۶   | ۱۲۵  | ۱۴۹  | ۱۳۰  | ۱۰۳  | ۹۹   | ۷۷   | ۶۲   | ۳۵   | ۳۶   | ۲۱   | ۱۴   | ۴    |

## تاریخچه عملیاتی
آنتونوف-۲۶ یک بمب افکن ثانویه است که دارای رکاب‌های حمل بمب می‌باشد. این رکاب‌های حمل بمب در جلو و پشت ارابه فرود عقب به بدنه وصل می‌شوند. این هواگرد در نقش بمب افکن توسط نیروهای هوایی ویتنام در جنگ کامبوج و ویتنام و نیروی هوایی سودان در طول جنگ داخلی دوم سودان و جنگ در دارفور مورد استفاده گسترده قرار گرفت. همچنین نیروهای روسی با ای‌ان-۲۶ به عنوان بمب افکن آموزش می‌بینند.

## انواع مختلف

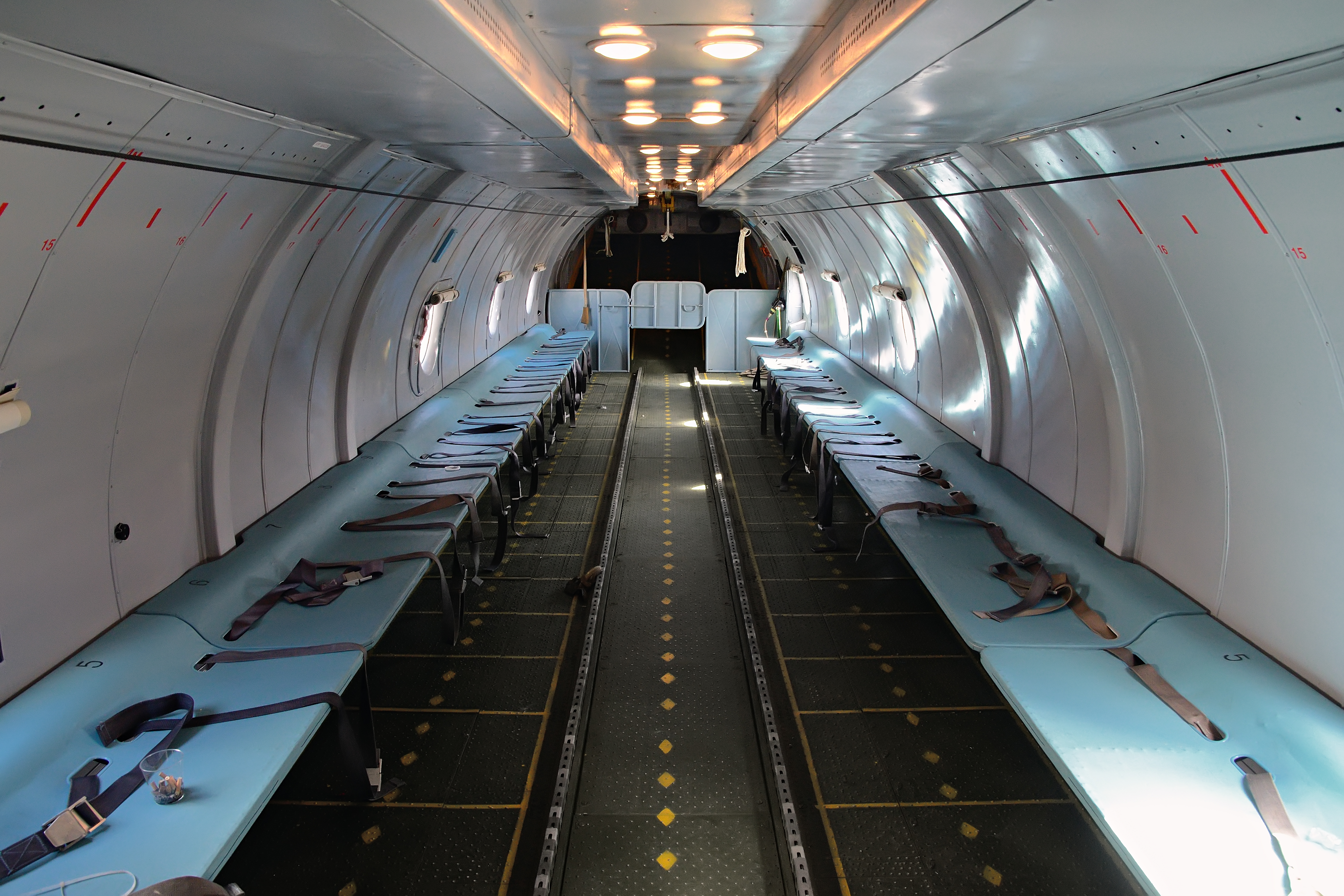
کابین باری ای‌ان-۲۶

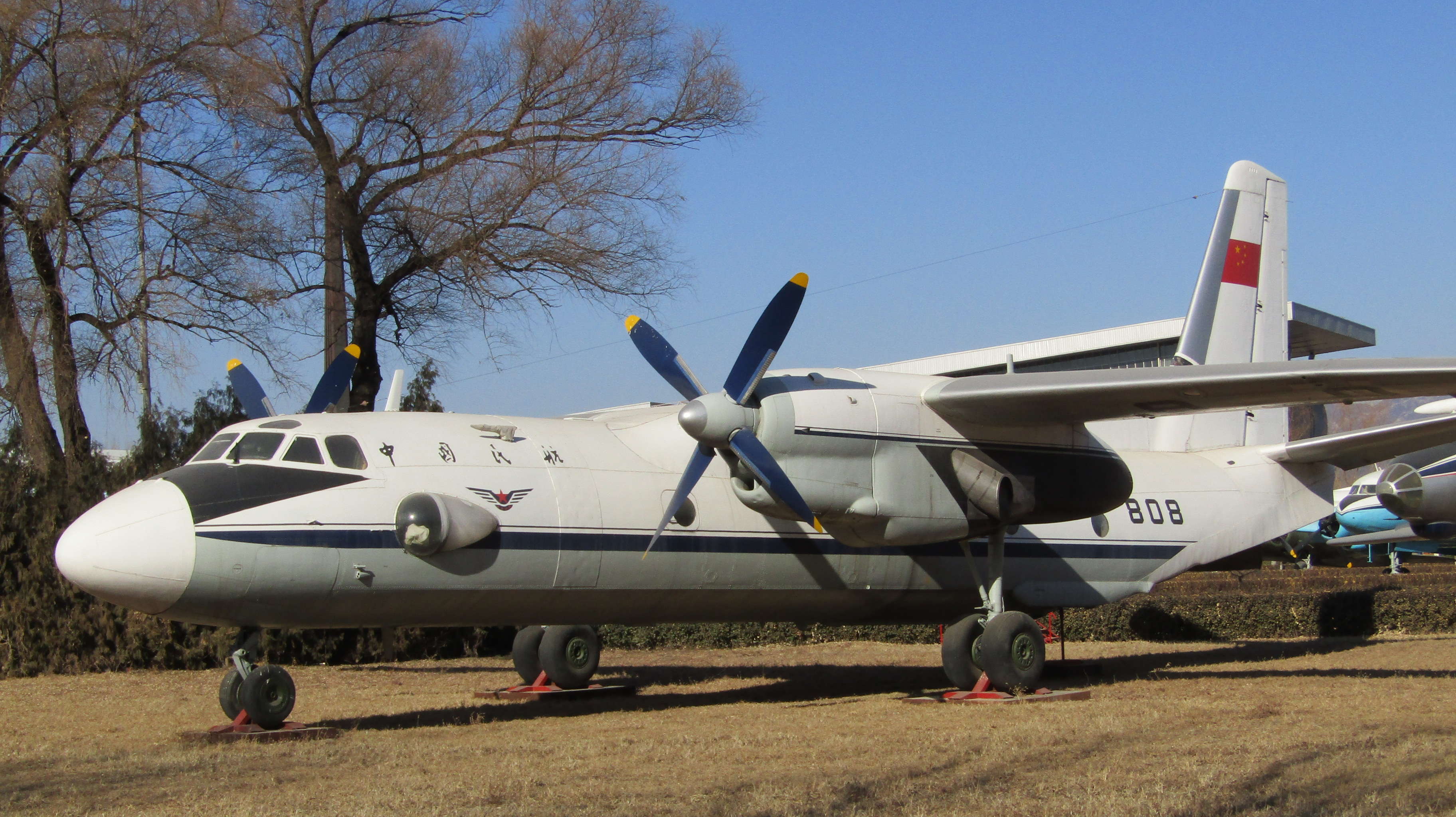
CAAC ای‌ان-۲۶ در موزه ترابری هوایی چین، پکن

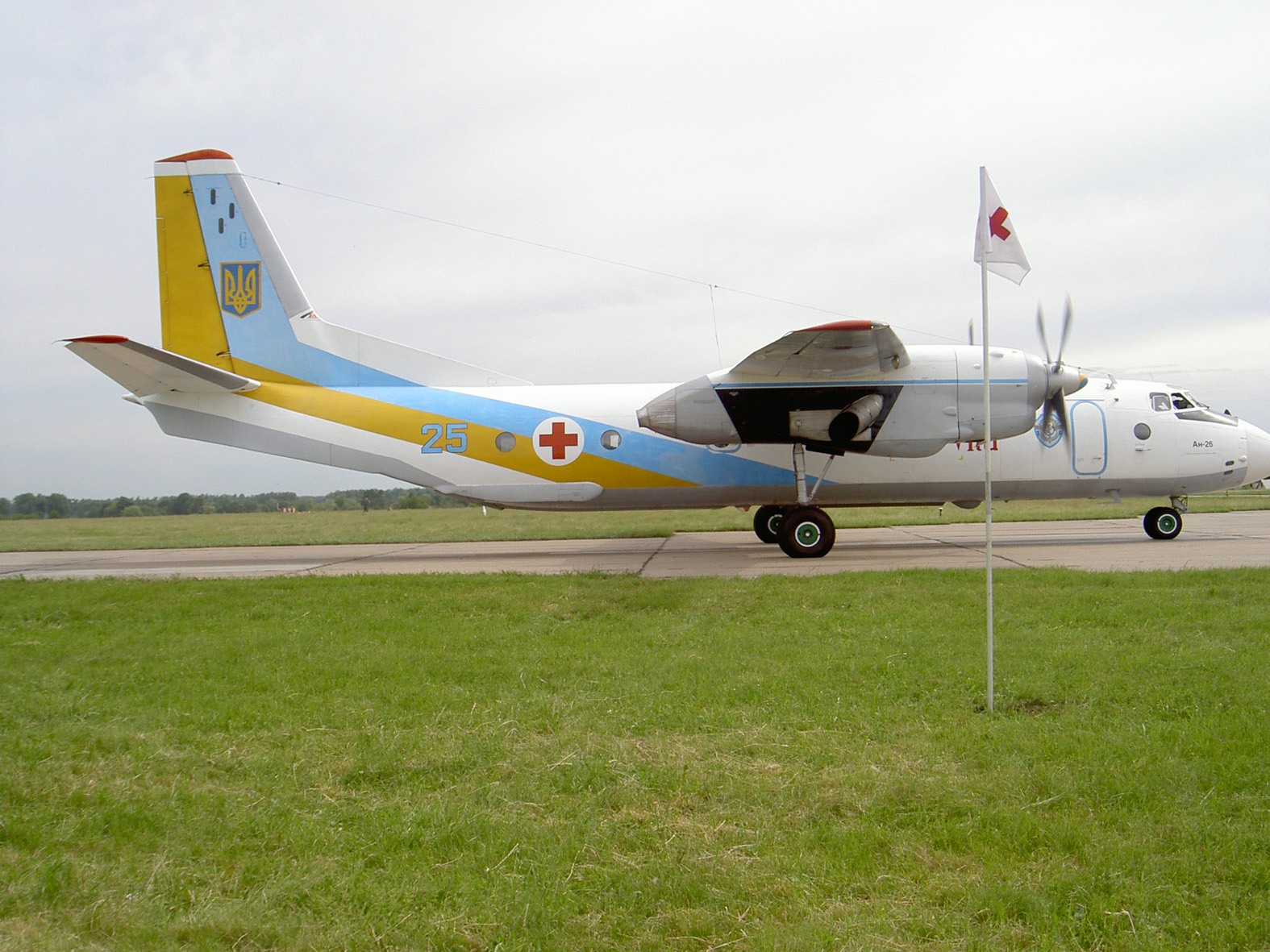
ای‌ان-۲۶ Vita

ای‌ان-۲۶
«حلقه-آ»: هواپیمای ترابری تاکتیکی دو موتوره.
ای‌ان-۲۶–۱۰۰
هواپیماهای مسافربری و باری قابل تغییر که از سال ۱۹۹۹ از هواپیمای ای‌ان-۲۶ در کارخانه کیف تغییر و تولید یافته‌است.
ای‌ان-۲۶ Nel'mo
هواپیمای نظارتی و شناسایی قطب شمال با تجهیزات Nel'mo ساخته شد..
ای‌ان-۲۶ Pogoda
(هوا) هواپیمای دیگری برای انجام وظایف کنترل آب و هوا، شبیه به " ای‌ان-۲۶ Tsiklon "، با یک آزمایشگاه آزمایش تجهیزات ساده است.
ای‌ان-۲۶ Polyot
(پرواز) یک هواپیمای منفرد با هدف بررسی سیستم کنترل و نظارت بر ترافیک هوایی یکپارچه در سراسر اتحاد جماهیر شوروی، با آزمایشگاه جامع آزمایش ناوبری شامل قطب‌نما دقیق و حسگر سرعت / تغییر سرعت داپلر.
ای‌ان-۲۶ Sfera
(کره) یک هواپیمای تولیدی واحد که به عنوان آزمایشگاهی برای تحقیقات جوی ساخته شده‌است.
ای‌ان-۲۶ Shtabnoy
(Shtab: یا دفتر مرکزی) برخی از ای‌ان-۲۶ تحویل داده شده به نیروهای هوایی اتحاد جماهیر شوروی و DDR برای استفاده به عنوان کارکنان ترابری / پست فرماندهی تلفن همراه.
ای‌ان-۲۶ Vita
(زندگی) یک اتاق عمل منفرد متحرک، واحد جراحی و مراقبت‌های ویژه ('۲۵ آبی '، شماره C / n5406) برای نیروی هوایی اوکراین.
ای‌ان-۲۶ ای
یک نمونه اولیه ترابری یک جانبه با عملکرد بالاتر به دلیل حذف برخی از تجهیزات نظامی.
ای‌ان-۲۶ آ اس ال کی
(Avtomatizirovannaya sistema lyotnogo kontrolya - سیستم کنترل و نظارت بر پرواز خودکار): سیستم کنترل و نظارت بر پرواز مدرن مجهز به سیستم‌های کالیبراسیون و ناوبری خودکار. توسط غلاف مشخص در سمت بدنه رو به جلو قابل تشخیص است.
ای‌ان-۲۶ بی
نسخه باربری مدنی مجهز به راه راه‌های غلتکی است که در صورت عدم استفاده می‌تواند در برابر دیواره‌های کابین چرخانده شود. همچنین به دو موتور توربوپراپ ZMDB Progress (Ivchyenko) Al-24VT مجهز شده‌است تا نیروی بیشتری را تحویل دهد.
ای‌ان-۲۶ بی
«بیمارستان سیار»: نمونه اولیه «ای‌ان-۲۶ ب» به عنوان یک بیمارستان اورژانس متحرک متحرک ساخته شد.
ای‌ان-۲۶ بی Tsiklon
(سیکلون) یک هواپیمای تحقیقاتی / کنترل هوا و بذر ابر برای آزمایشگاه مرکزی هواشناسی. این هواپیما برای القاء باران و محافظت از باران با استفاده از مواد شیمیایی بذر ابر که از غلافهای صفحه به صورت آویزان شده از تابلوها آویزان شده بودند، استفاده شد.
ای‌ان-۲۶ بی-۱۰۰
هواپیماهای مسافربری / باری قابل تبدیل از هواپیمای «ای‌ان-۲۶ ب» در کارخانه کیف که از سال ۱۹۹۹ اصلاح شده‌است.
ای‌ان-۲۶بی ال
نامگذاری جایگزین برای «ای‌ان-۲۶ ال».
ای‌ان-۲۶بی ال آر
نامگذاری جایگزین هواپیمای نظارت و شناسایی قطب شمال "An-26RL".
ای‌ان-۲۶ دی
(دالنی - دوربرد) نسخه گسترده‌ای با سوخت اضافی در مخازن بال و مخازن خارجی اضافی متصل به قاب هوا بدنه. یک فروند هواپیما ("۲۱ زرد"، c / n 13806) دوباره ساخته و تحویل داده شد، اما هیچ سفارش دیگری در آینده صورت نگرفت.
ای‌ان-۲۶ کی Kaira
برای توسعه سیستم‌های هدایت شده با لیزر هوایی، یک هواپیمای ان -۵ تکی An-26 به یک قاب هوایی آزمایش Kaira تبدیل شده‌است.
ای‌ان-۲۶ کی Kaplya
پس از اتمام کارآزمایی‌های مربوط به طراحی LASER , "An-26K Kaira" برای جستجوی یا سلاح‌های هدایت نوری به عنوان سیستم‌های ناوبری دوباره ساخته شد. طی یک پرواز آزمایشی شبانه در سطح پایین، در مارس ۱۹۸۹، هواپیمای آن-26K کپلیا دچار حمله شدید پرنده ای شد که در نتیجه شیشه جلو را نابود کرد و خلبان را که به‌طور غیرارادی هواپیما را به سمت دریای آزوف فرو می‌برد، زخمی کرد.
ای‌ان-۲۶کی پی ای
(Kontrol'no-Poverochnaya Apparatura - تجهیزات تست و کالیبراسیون): ناوبری برای بازرسی هواپیما با تجهیزات ناوبری جامع و تجهیزات کالیبراسیون کمک می‌کند.
ای‌ان-۲۶ ال
تک "An-26"، (۱۴ نارنجی، c / n 00607)، که در فرودگاه اسپرنبرگ در نزدیکی برلین، برای کالیبراسیون فرودگاه و NAVAID استفاده می‌شود.
ای‌ان-۲۶ ال ال - پی ال او
(Letayuschaya Laboratoriya - Protivolodochnoy Oborony - ASW (جنگ ضد زیر دریایی) بستر تست شده) هواپیمای منفرد "An-26A" , (c / n 0901)، جهت جابجایی طیف وسیعی از آزمایشگاه پیشرفته برای سیستم‌های نظارت، شناسایی و ردیابی زیردریایی‌های هسته ای مخفی، مجدداً ساخته و اصلاح شده‌است.
ای‌ان-۲۶ ال پی
نسخه آتش‌نشانی، برای تحویل تجهیزات میدانی و آتش‌نشانی قبل از ریزش به جای آب بمباران (اطلاعات بیشتر؟)
ای‌ان-۲۶ ام Spasatel
(کارگر نجات) بیمارستان پرواز با یک مرکز جراحی اورژانس و اتاق کنفرانس مشاوره.
ای‌ان-۲۶ پی
(Protivopozharnyy - آتش‌نشانی): جنگنده موتور آتش‌نشانی هواپیما، مقاوم در برابر کشتی‌های بالابر آب در غلافها در هر دو طرف بدنه پایین.

ای‌ان-۲۶ پی Prozhektor
(پروژکتور یا Searchlight) تبدیل یک فروند از آن-۲۶ به عنوان یک سیستم موشکی هدایت شده برای سیستم موشکی.
ای‌ان-۲۶ آر ایی پی
(RadioElektronnoye Protivodeystviye - ECM (اقدامات ضد الکترونیکی الکترونیکی) [هواپیما]): هواپیماهای متقابل الکترونیکی که دارای خلال‌های فعال در غلاف‌های استوانه ای در هر دو طرف بدنه تحتانی و همچنین شعله‌های چف و I / R برای دفاع از خود هستند.
ای‌ان-۲۶ آر ال
(Razvedchik Ledovyy - نظارت، شناسایی و نظارت از قطب شمال): هواپیمای نظارتی، شناسایی و ردیابی قطبی که برای نظارت بر کوه‌های یخی و سازندهای یخی در دایره قطب شمال مجهز به SLAR (Sideways Looking Airborne رادار) در غلافهای طولانی در هر دو طرف بدنه پایین، سوخت اضافی در مخزن نگهدارنده سوخت وجود دارد. برای نقشه برداران و اپراتورهای راداری.
ای‌ان-۲۶ آر آر
تعیین واحد جایگزین هواپیمای "An-26RT" ELINT (ELectronic Intelligence).
ای‌ان-۲۶ آر تی
"Curl-B": (اولین استفاده از نامگذاری) تعیین اولیه برای سری هواپیماهای ELINT که دارای طیف گسترده‌ای از تجهیزات نظارتی الکترومغناطیسی هستند. حداقل یک هواپیما، (کد تاکتیکی ۱۵۲) که با مجموعه تراهن (حمله رامینگ) مجموعه الینت جهت استفاده در افغانستان ساخته شده‌است.
ای‌ان-۲۶ آر تی
(ReTranslyator - Interpreter -Translator): (جایگزین تعیین) هواپیمای رله ارتباطات Battlefield، مجهز به سیستم رله رادیویی Inzheer (شکل) قدرتمند، برای اتصال واحدهای رو به جلو به واحدهای مرکزی.
ای‌ان-۲۶ آر تی آر
تعیین واحد جایگزین هواپیمای "An-26RT" ELINT.
ای‌ان-۲۶ اس
(سالن - [VIP] سالن): یک هواپیمای جدید VIP Lounge برای وزارت دفاع اوکراین تحویل سال ۱۹۹۷ شد.
ای‌ان-۲۶ اس اچ
(Shturmanskiy - ناوبر): مربی ناوبر برای VVS، ۳۶ ساخته شده در کیف.
آن -۵۰
یک نوع جت پیشرفته از آن-۲۶ ارائه شده‌است.

### نسخه‌های غیر اتحاد جماهیر شوروی / اوکراین

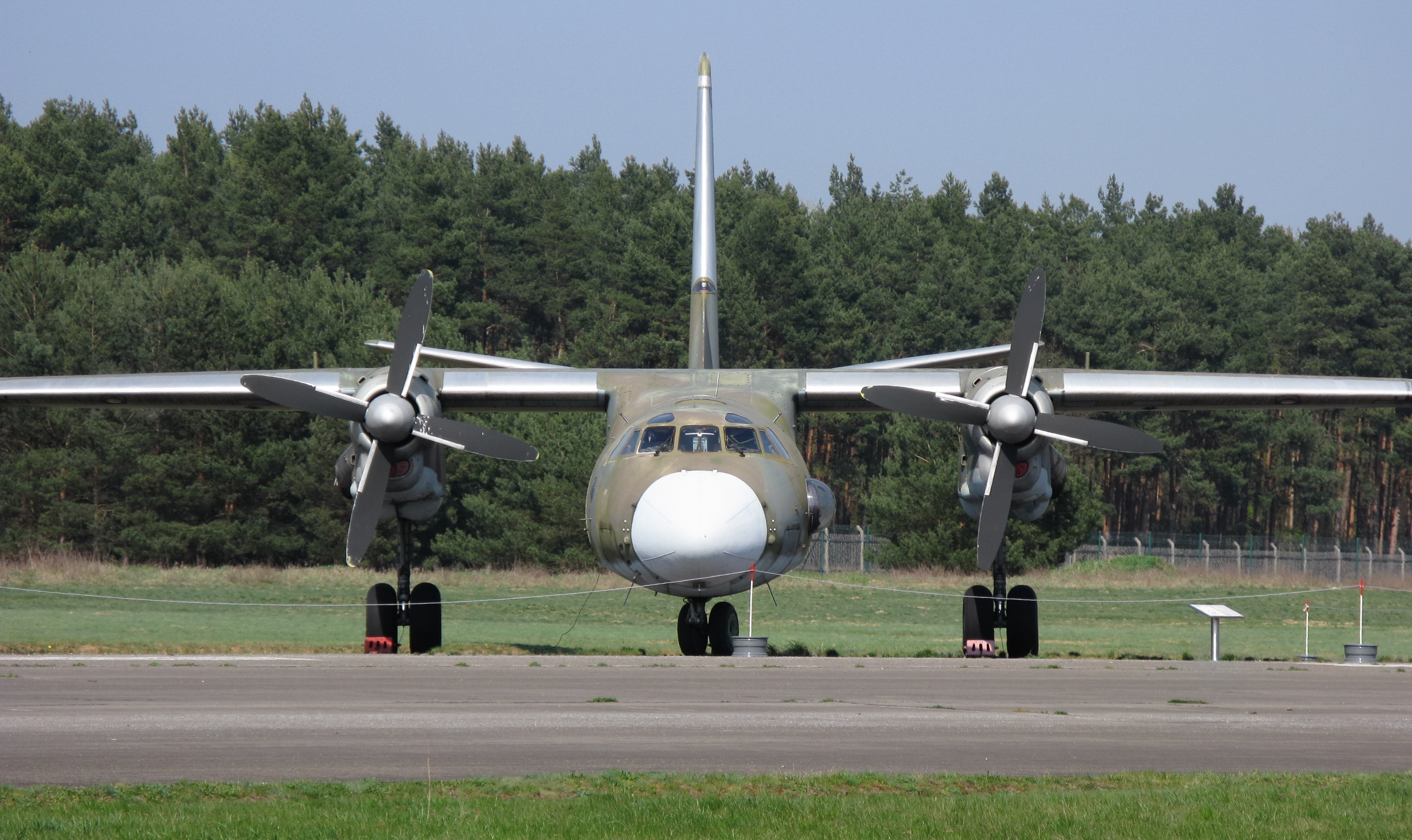
DDR An-26SM "369"، بعداً نیروی هوایی آلمان "۵۲ + ۰۹"، در موزه برلین گاتو.

ای‌ان-۲۶ اس ام
یک هواپیما برای کالیبراسیون NAVAID و نظارت بر پرواز برای نیروی هوایی آلمان شرقی اصلاح و به نیروی هوایی آلمان پس از اتحاد منتقل شد.
ای‌ان-۲۶ ام
یک هواپیما به عنوان یک هواپیمای ELINT برای نیروی هوایی آلمان شرقی اصلاح و به نیروی هوایی آلمان پس از اتحاد منتقل شد.
ای‌ان-۲۶ اس تی
هواپیماهای دارای وظایف ویژه آلمان شرقی.
ای‌ان-۲۶ تی
نامگذاری غیررسمی آلمان شرقی برای "آن -۲۶" که توسط Transportfliegerstaffel 24 (اسکادران ترابری ۲۴) اداره می‌شود.
ای‌ان-۲۶ زد
چک الکلی چک چک یک هواپیما برای کارهای ELINT.
شیان وای-۷
نسخه ترابری نظامی. نسخه تولید چینی.
شیان وای-۱۴
تعیین اولیه نسخه "ای‌ان-۲۶"، بعداً به "Y-7H" (هائو - محموله) تغییر یافت.

## عملگرها

### اپراتورهای نظامی
آنگولا

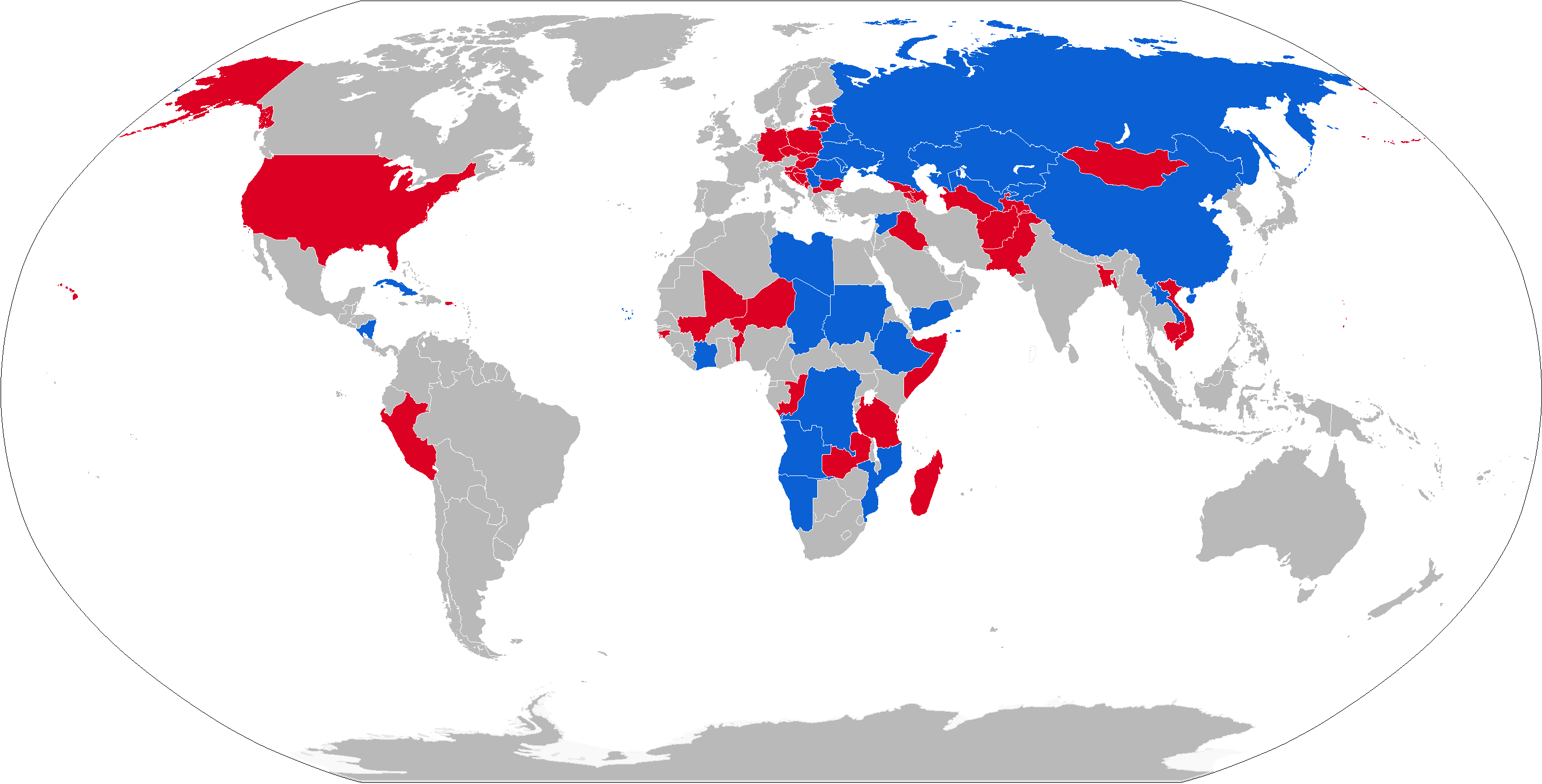
نقشه با اپراتورهای نظامی ای‌ان-۲۶ به رنگ آبی و اپراتورهای ارتش سابق ای‌ان-۲۶ به رنگ قرمز

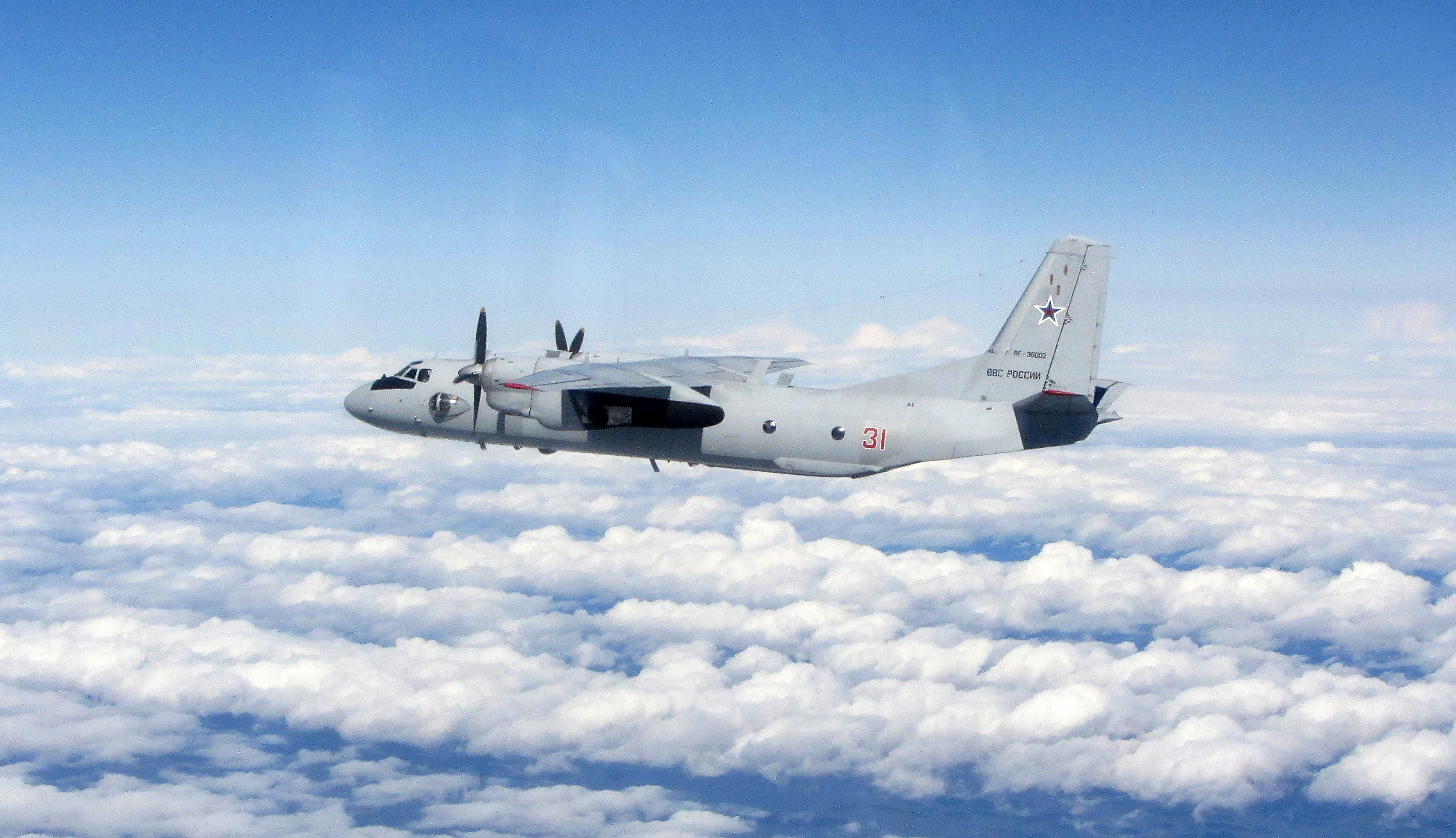
یک فروند ای‌ان-۲۶روسی که در ژوئیه سال ۲۰۱۵ توسط یک تایفون بریتانیایی بر فراز بالتیک رهگیری شده‌است.

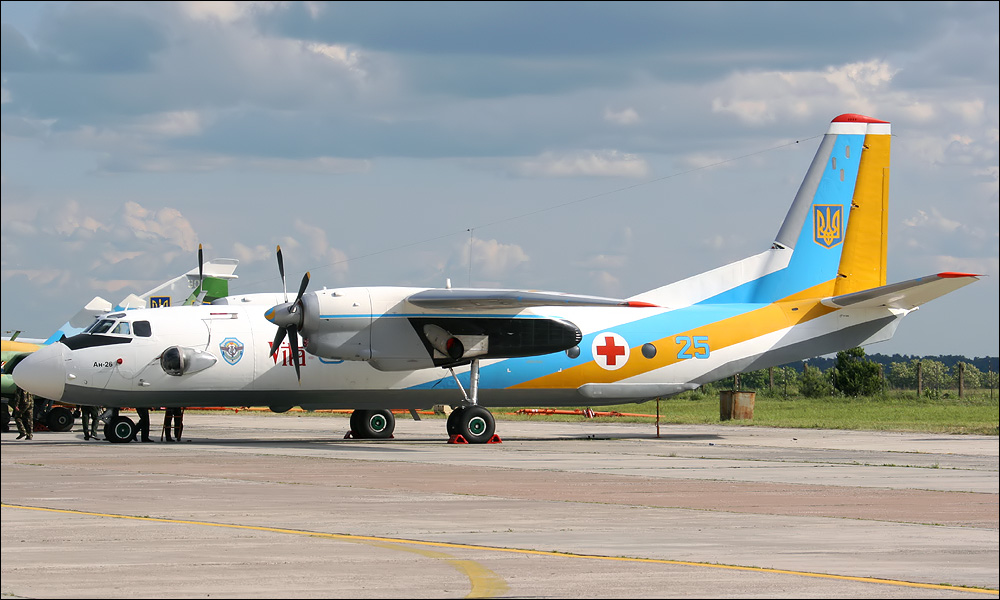
ای‌ان-۲۶ اوکراین

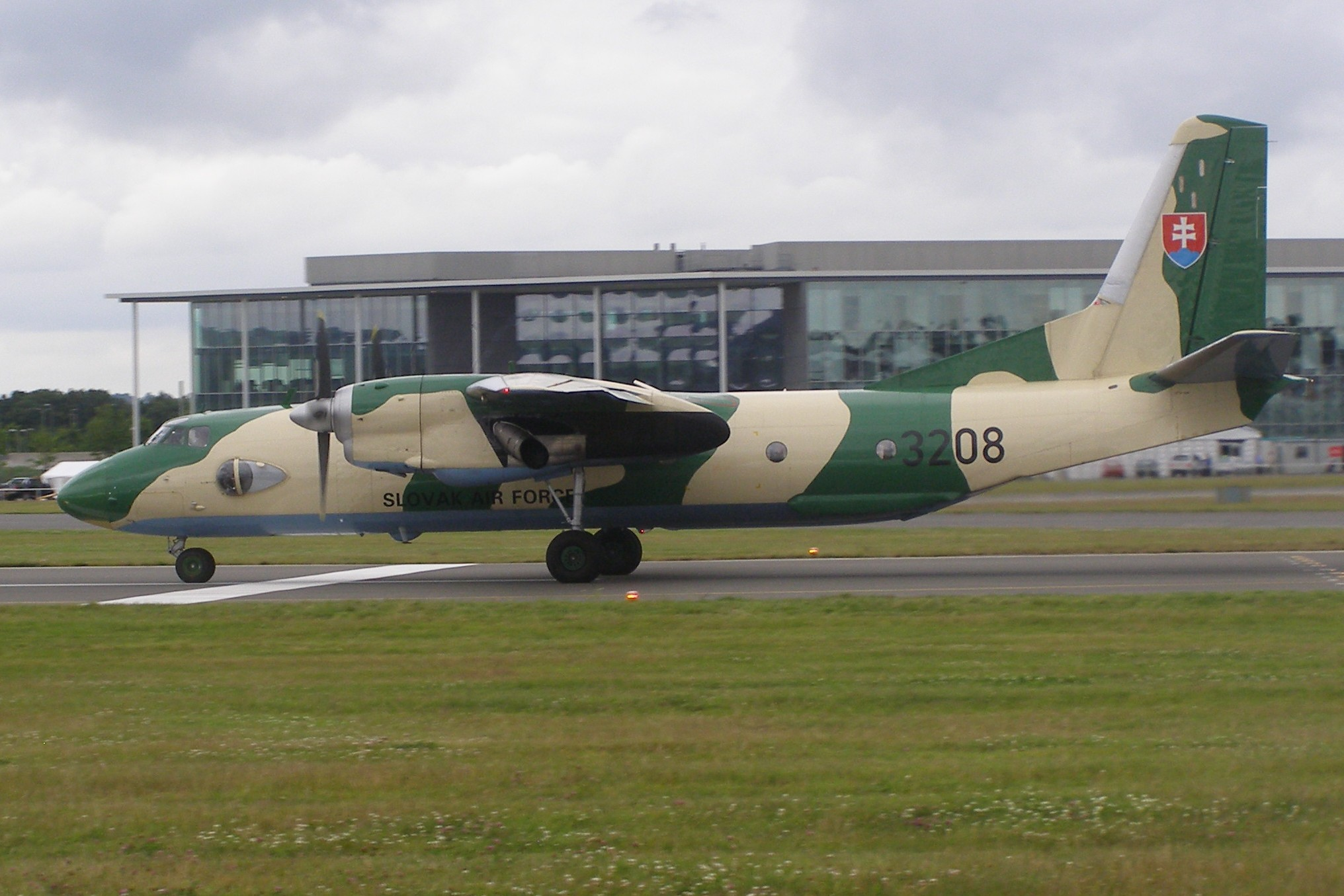
نیروی هوایی اسلواکی ای‌ان-۲۶ در Farnborough Airshow, 2008

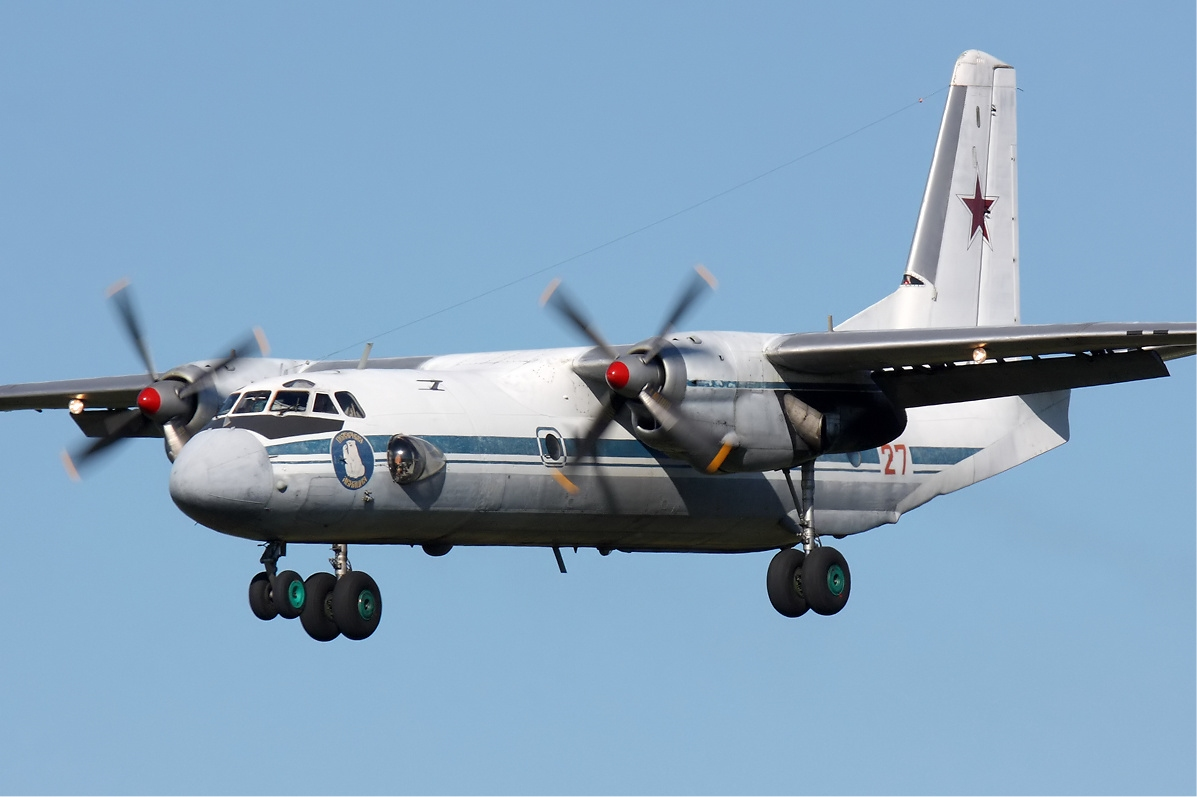
نیروی هوایی روسیه آنتونوف ای‌ان-۲۶

- نیروی هوایی ملی آنگولا - یک فروند ای‌ان-۲۴ یا ای‌ان-۲۶ دسامبر ۲۰۱۵[۵]

 بلاروس
- نیروی هوایی بلاروس - سه مورد در دسامبر سال ۲۰۱۶[۶]

 کیپ ورد
- ارتش کیپ ورد - ۳ فروند

 چاد
- نیروی هوایی چاد - سه فروند در خدمت در دسامبر ۲۰۱۶.[۷]

 چین
- 23 Xian Y-۷؛ 4 Xian Y-۷–۱۰۰؛ شامل انواع هواپیماهای Y-7 است
  - نیروی هوایی ارتش آزادی‌بخش مردم
  - نیروی دریایی ارتش آزادسازی مردم

 کوبا
- نیروی هوایی کوبا - ۱۷، دو فروند در خدمت در دسامبر ۲۰۱۶.[۸]

 جمهوری دموکراتیک کنگو
- جمهوری دموکراتیک نیروی هوایی کنگو - دو فروند در خدمت در دسامبر ۲۰۱۵.[۸]

 اتیوپی
- نیروی هوایی اتیوپی - یک فروند در خدمت

 مجارستان
- نیروی هوایی مجارستان - ۱۱ فروند از سال ۱۹۷۴، دو فروند در سال ۲۰۱۷

 ساحل عاج

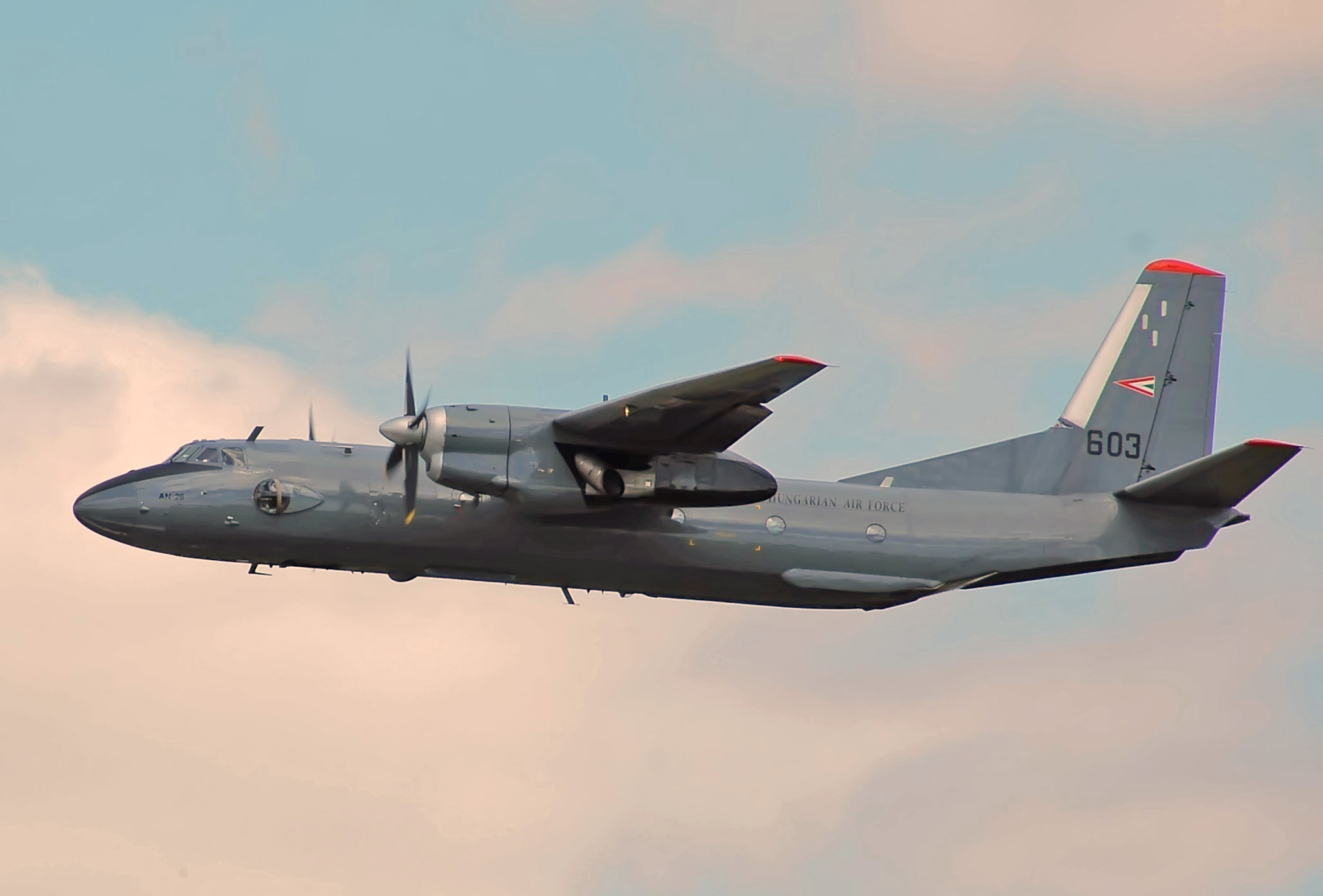
آنتونوف آن-۲۶ نیروی هوایی مجارستان RIAT را در RAF Fairford، انگلیس ترک می‌کند

- نیروی هوایی ساحل عاج - دو فروند در خدمت در اوت ۲۰۱۸.[۹]

 قزاقستان
- نیروی هوایی قزاقستان - پنج فروند ای‌ان-۲۴ یا ای‌ان-۲۶ در دسامبر ۲۰۱۵.[۱۰] در ۳ نوامبر ۲۰۱۷ یکی از مرمت‌های آن-۲۶ از اوکراین دریافت شد.[۱۱]

 قرقیزستان
- نیروی هوایی قرقیز - دو فروند در اوت سال ۲۰۱۷ از روسیه اهدا شده‌است.[۱۲][۱۳]

 لائوس
- نیروی هوایی ارتش آزادی‌بخش خلق لائوس - یکی در خدمت دسامبر ۲۰۱۶.[۱۰]

 لیبی
- نیروی هوایی لیبی - از دسامبر ۲۰۱۶، دو فروند An-24 / An-26.[۱۰]

 ماداگاسکار
- نیروی هوایی مادگاسکار (مالاگاسی) - یک فروند

 مولدووا
- نیروی هوایی مولداوی - یکی از دسامبر سال ۲۰۱۶.[۱۴]

 موزامبیک
- نیروی هوایی موزامبیک - یکی از دسامبر سال ۲۰۱۶.[۱۴]

 نامیبیا
- نیروی هوایی نامیبیا - یکی از دسامبر سال ۲۰۱۶.[۱۴]

 نیکاراگوئه
- نیروی هوایی نیکاراگوئه - چهار فوریه ۲۰۱۸.[۱۵][۱۶]

 پانتلند
- نیروی پلیس دریایی Puntland - یک فروند[۱۷]

 روسیه
- نیروی هوایی روسیه - فروند۱۰۴ از دسامبر سال ۲۰۱۶.[۱۸]
- هواپیمایی دریایی روسیه
- سرویس مرزبانی روسیه

 صربستان
- نیروی هوایی صربستان - دو فروند در خدمت، چهار فروند از دسامبر سال ۲۰۱۶.[۱۹]

 سودان
- نیروی هوایی سودان - شش تا از دسامبر سال ۲۰۱۶؛[۲۰] حداقل یکی که به عنوان بمب‌گذار بداهه استفاده می‌شد.

 سوریه
- نیروی هوایی سوریه - دو مورد از دسامبر سال ۲۰۱۶؛[۲۱] یکی سقوط کرد.

 اوکراین
- ترابری دریایی اوکراین - دو تا دسامبر ۲۰۱۶[۲۲]
- نیروی هوایی اوکراین - حدود ۲۲ تا سال ۲۰۱۷

 ازبکستان
- نیروی هوایی ازبکستان - چهار تا از دسامبر سال ۲۰۱۶[۲۳]

 ویتنام
- نیروی هوایی ویتنامی - ۳۰ دسامبر 2016[۲۳]

 یمن
- نیروی هوایی یمن - شش فروند

#### اپراتورهای نظامی سابق
افغانستان
- نیروی هوایی افغانستان - تمام هواپیماهای باقیمانده ژوئن ۲۰۱۱ بازنشسته شدند. یکی از آنتونوف‌های ۲۶ آن که به پاکستان آسیب رساند، در موزه PAF، کراچی نگهداری می‌شود.

 بنگلادش
- نیروی هوایی بنگلادش

 بنین
- نیروی هوایی بنین - دو[۲۴]

 بلغارستان
- نیروی هوایی بلغارستان - پنج مورد استفاده از سال ۱۹۸۴ تا ۲۰۱۱

 کامبوج
- نیروی هوایی سلطنتی کامبوج

 جمهوری کنگو
- نیروی هوایی کنگو - یکی

 چکسلواکی
- نیروی هوایی چکوسلواکی

 آلمان شرقی
- نیروی هوایی آلمان شرقی

 آلمان
- نیروی هوایی آلمان

 گینه بیسائو
- نیروی هوایی گینه بیسائو

 عراق
- نیروی هوایی عراق

 مغولستان

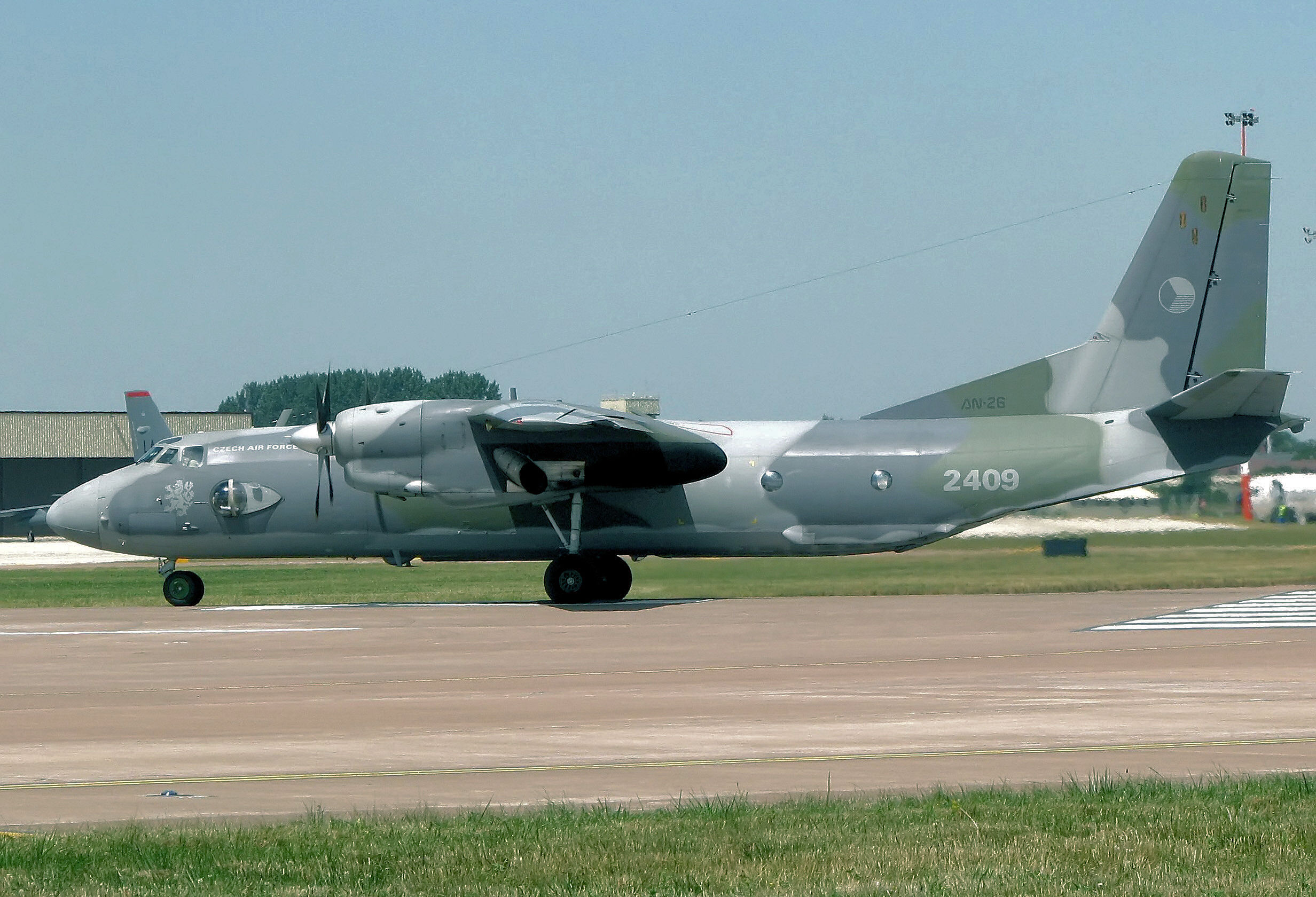
آن-۲۶ نیروی هوایی چک

- فرماندهی پدافند هوایی مغولستان - چهار

 لیتوانی

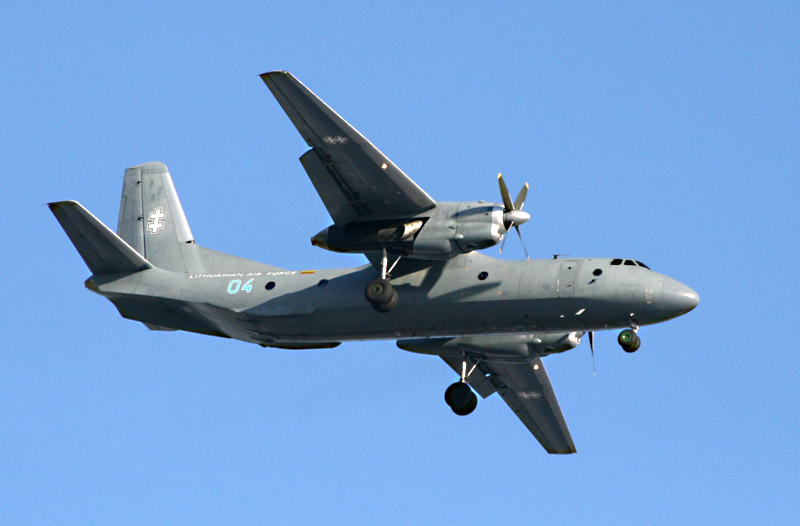
آن-۲۶ نیروی هوایی لیتوانی (اکنون بازنشسته)

- نیروی هوایی لیتوانی - سه فروند عملیاتی شدند

 مالی
- نیروی هوایی مالی

 نیجر
- نیروی هوایی نیجر - یکی

 جمهوری عربی یمن
- نیروی هوایی یمن شمالی

 پاکستان
- نیروی هوایی پاکستان

 پرو
- نیروی هوایی پرو - ۲۲ نفر از سال ۱۹۷۷ تا ۱۹۹۳ عمل کردند

 لهستان

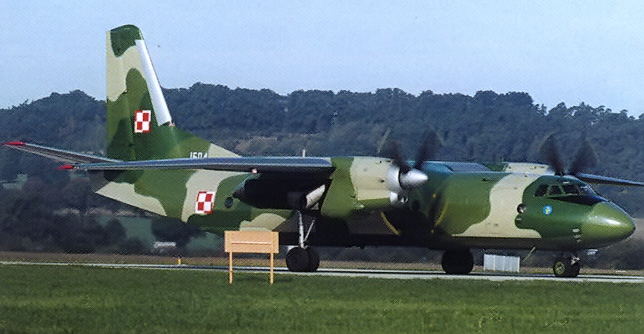
آن-۲۶ نیروی هوایی لهستان (قبل از سال ۲۰۰۹ عملیات داشت، اکنون بازنشسته شده‌است)

- نیروی هوایی لهستان - ۱۲ فروند از ۱۹۷۲ تا ژانویه ۲۰۰۹ عمل کردند. بازنشسته[۲۵]

 رومانی
- نیروی هوایی رومانی - جایگزین شده توسط Alenia C-27J Spartan قبل از سال ۲۰۱۷

 اسلواکی
- نیروی هوایی اسلواکی - دو فروند، در سال ۲۰۱۶ بازنشسته شدند و از اوایل سال ۲۰۱۷ با هواپیمای آلارتیا C-27J اسپارتان جایگزین شدند.[۲۶][۲۷][۲۸]

### کاربران تجاری
بلاروس
- جنس (دو)

 بلغارستان
- ایربرایت (یک)

 کلمبیا
- صدلکا (یک)

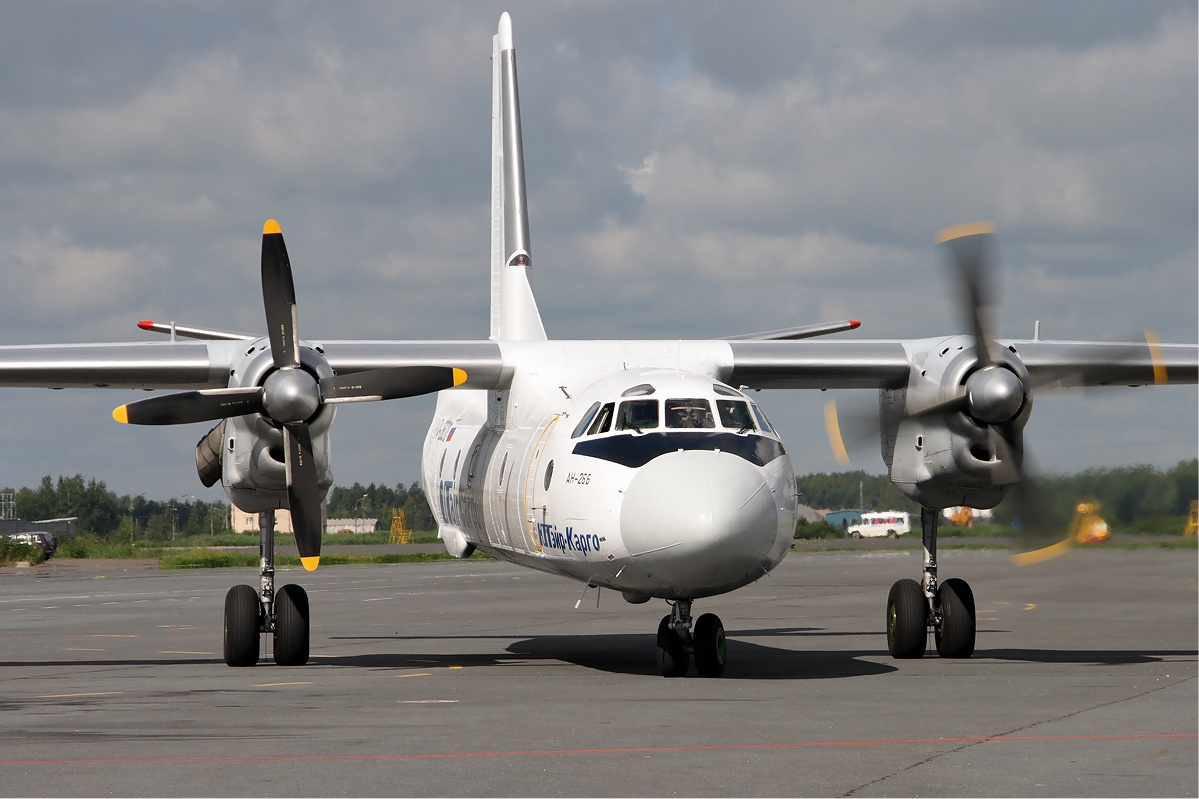
ای‌ان-۲۶ یوتی ایر کارگو در فرودگاه پالکوو

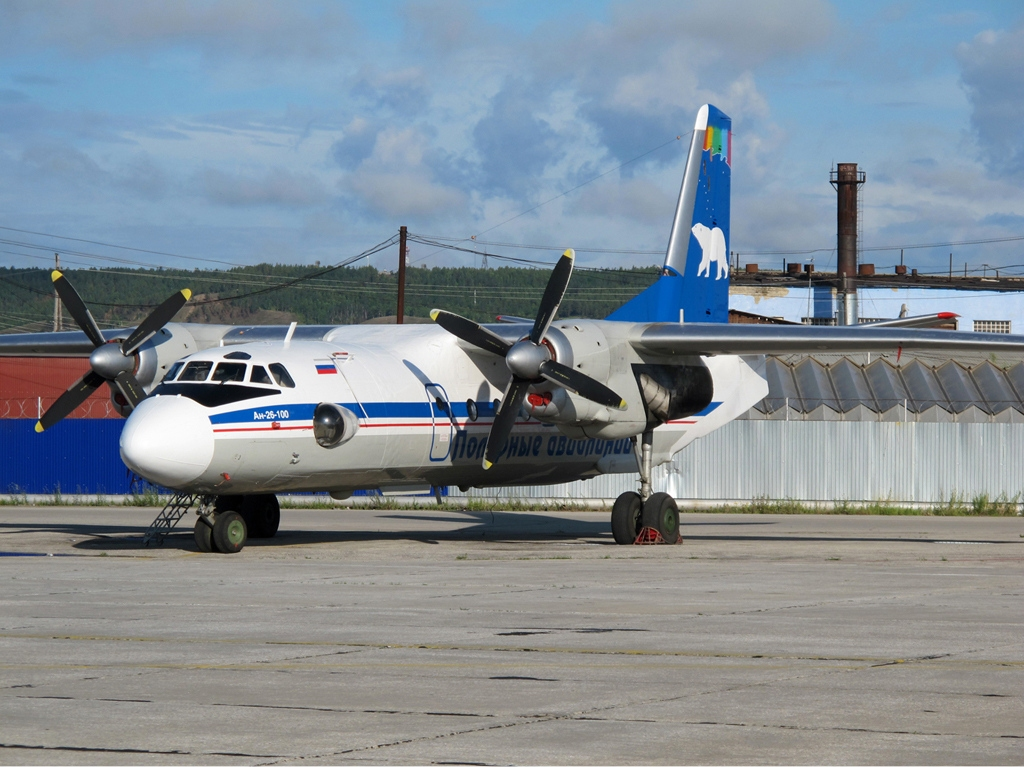
خطوط هوایی قطبی آن-۲۶–۱۰۰ در فرودگاه یاکوتسک

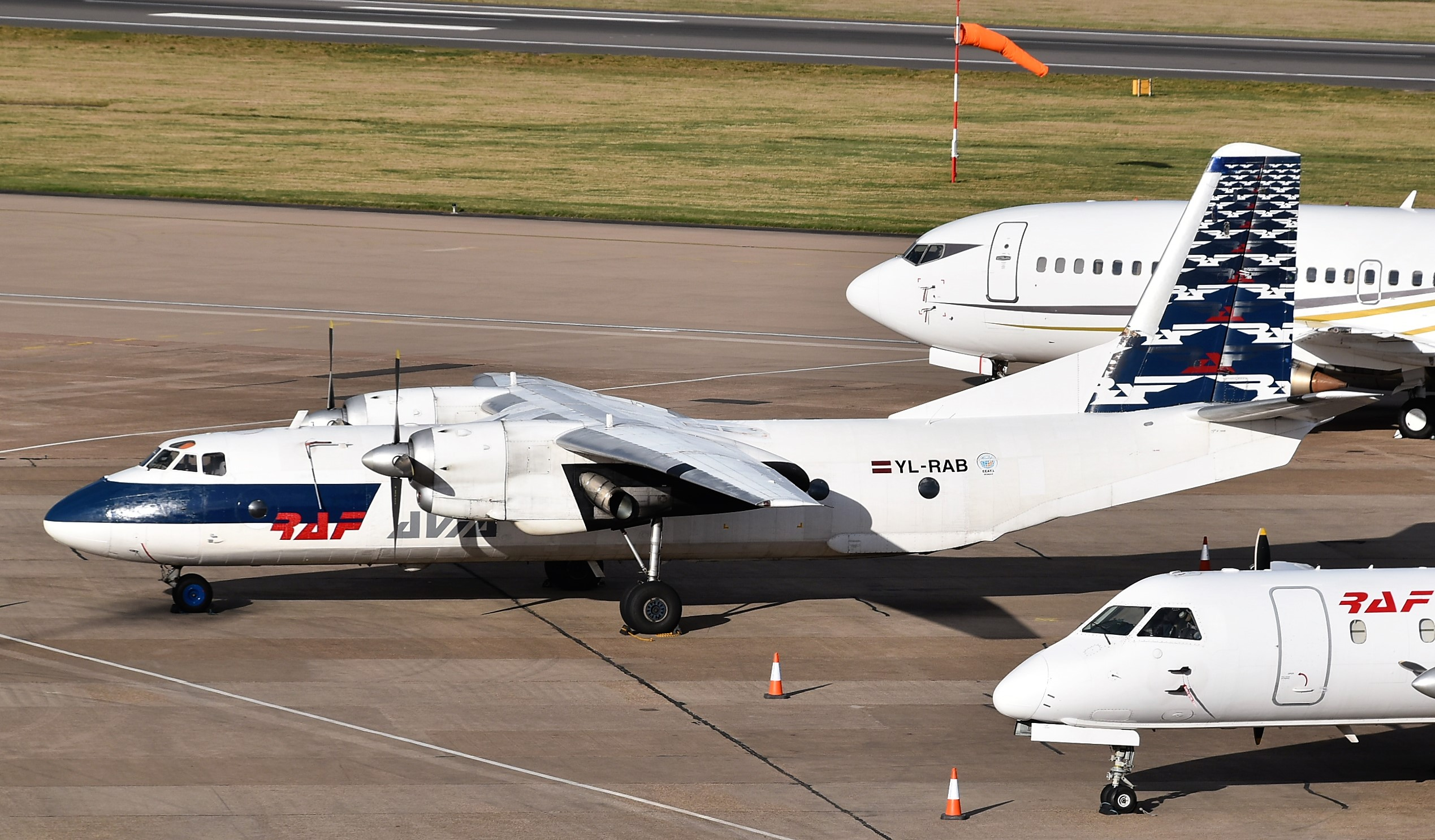
RAF-Avia ای‌ان-۲۶ بی در فرودگاه بیرمنگام

- Servicio Aéreo del Vaupés SELVA (سه)

 کوبا
- آئروگاویاتا (سه)[۲۹]

 دانمارک
- ساس کارگو گروپ (یک)

 مجارستان
- سیتی لاین مجارستان (چهار)

 لتونی
- آر ای‌اف-اویا (پنج)

## مشخصات فنی
ویژگی‌های عمومی
عملکرد
- خدمه: ۵ نفر (۲ خلبان، یک کاربر رادیو، یک ناوبر و یک مهندس پرواز)
- ظرفیت: ۴۰ نفر مسافر / ۵۵۰۰ کیلوگرم (۱۲۱۰۰ پوند)
- طول: ۲۳/۸ متر (78 ft 1 in)
- طول بال‌ها: ۲۹/۳ متر (96 ft 2 in)
- ارتفاع: ۸/۵۸ متر (28 ft 2 in)
- وزن خالی: ۱۵۰۲۰ کیلوگرم (۳۳۱۱۳۳ پوند)
- حداکثر وزن برخاست: ۲۴۰۰۰ کیلوگرم (۵۲۹۱۱ پوند)
- موتور: ۲ × Progress AI-24VT Turboprop engines, 2,103 kW (2,820 hp) each
- موتور: ۱ × Tumansky Ru-19-A300 Turbojet booster / APU, 7.85 kN (1,760 lbf) thrust
- پروانه: 4-bladed Constant speed metal bladed propellers

عملکرد
- سرعت کروز: ۴۴۰ کیلومتر بر ساعت (۲۷۰ مایل بر ساعت، ۲۴۰ نات)
- برد: ۲۵۰۰ کیلومتر (۱۶۰۰ مایل، ۱۳۰۰ مایل دریایی) با حداکثر سوخت
- برد با وزن حداکثر: ۱۱۰۰ کیلومتر (۶۸۰مایل)
- حداکثر ارتفاع: ۷۵۰۰ متر (۲۴۶۰۰ پا)
- نرخ اوج‌گیری: ۸ متر بر ثانیه (۱۶۰۰ پا بر دقیقه)